# Élection présidentielle israélienne de 1957
L'élection présidentielle israélienne de 1957 se déroule le 28 octobre 1957 afin que les membres de la Knesset désignent le président de l'État d'Israël. Yitzhak Ben-Zvi, seul candidat, est réélu pour un 2e mandat.

## Résultats
| Candidat        | Voix |
| --------------- | ---- |
| Yitzhak Ben-Zvi | 76   |
| Votes blancs    | 18   |
| Total           | 94   |